# São João da Ribeira
São João da Ribeira era una freguesia portuguesa del municipio de Rio Maior, distrito de Santarém.

## Historia
Fue suprimida el 28 de enero de 2013, en aplicación de una resolución de la Asamblea de la República portuguesa promulgada el 16 de enero de 2013 al unirse con la freguesia de Ribeira de São João, formando la nueva freguesia de São João da Ribeira e Ribeira de São João.